# Dasyvalgus seriesquamosus
Dasyvalgus seriesquamosus är en skalbaggsart som beskrevs av Moser 1908. Dasyvalgus seriesquamosus ingår i släktet Dasyvalgus och familjen Cetoniidae. Inga underarter finns listade i Catalogue of Life.